# Detershagen (Burg)
Detershagen, eine ehemals selbstständige ländliche Gemeinde, ist heute ein Ortsteil der Stadt Burg (bei Magdeburg). Er liegt vier Kilometer südlich des Burger Stadtgebietes, westlich der Bundesstraße 1, die über die nur einen Kilometer lange Kreisstraße 1213 erreicht wird. Obwohl die Bahnstrecke Berlin–Magdeburg direkt am Ort vorbeiführt, besitzt der Ort keinen eigenen Bahnhof. Mit Ausnahme des westlich gelegenen Külzauer Forstes wird Detershagen vom Feuchtgebiet des Beeke-Flusses umgeben. Während Detershagen auf einer Höhe von 46 Metern liegt, steigt das Gelände nach Westen bis auf 67 Meter an (Laternenberg), fällt dann jedoch rasch zum Elbufer ab.

## Geschichte
Als Tetershagen wurde der Ort erstmals 1296 urkundlich erwähnt, als die Grafen von Schwerin den Adligen Johann von Plotho unter anderem mit „Tetershagen“ belehnten. In der Folgezeit wechselte die Ortsbezeichnung über Dytershagen (1301), Dettershagen (1562) zur heutigen Schreibweise, die seit 1620 üblich ist. Die Endung „-hagen“ belegt, dass es sich um eine deutsche Ortsgründung handelt, die im Jerichower Land im 12. Jahrhundert begann. In unbestätigten Quellen ist die Rede davon, dass ein Siedler namens „Deter“ den Ort gründete und seine Hütte an der höchstgelegenen Stelle nebst Gehege als Schutz vor wilden Tieren errichtete. Im Dreißigjährigen Krieg wurde Detershagen von Zerstörungen, die vor allem die Kirche trafen, heimgesucht.
Nachdem Brandenburg sein Herrschaftsgebiet 1680 endgültig im östlichen Mittelelberaum gefestigt hatte, befand sich Detershagen im so genannten Jerichower Gesamtkreis. Dieser wurde 1785 in zwei Distrikte aufgeteilt, und Detershagen kam in den Distrikt II mit der Stadt Burg als Verwaltungszentrum. Nach der preußischen Verwaltungsreform von 1815 wurde daraus der Landkreis Jerichow I. Weder der Bau der Chaussee Magdeburg – Plaue 1821 noch die Errichtung der Bahnstrecke Berlin–Magdeburg 1846, die beide Detershagen mehr oder weniger nah berührten, hatten nennenswerte Auswirkungen auf den Ort. Land- und Forstwirtschaft blieben, wie schon im Mittelalter, die Struktur bestimmenden Faktoren. Immerhin hatte die Einwohnerzahl in der ersten Hälfte des 20. Jahrhunderts steigende Tendenz: Lebten 1910 noch 315 Menschen in Detershagen, so waren es 1939 schon 323 und 1964 sogar 356.
Am 30. September 1928 ist der Gutsbezirk Forst Detershagen mit der Landgemeinde Detershagen vereinigt worden, wobei der Bahnhof Möser abgetrennt und mit der Landgemeinde Möser vereinigt wurde.
Von 1952 bis 1990 gehörte Detershagen zum Kreis Burg, danach zum Landkreis Jerichower Land. Am 1. Dezember 2002 wurde der Ort in die Stadt Burg eingemeindet.

## Bauwerke

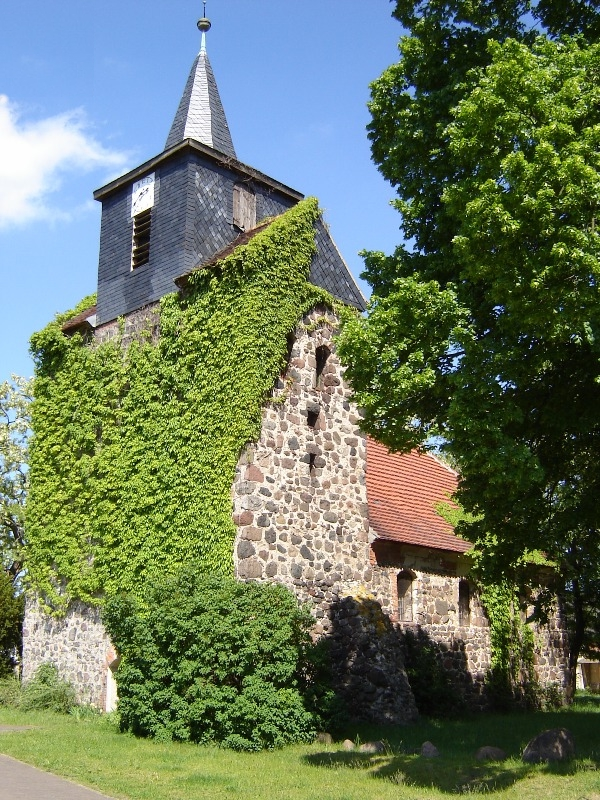
Kirche Detershagen

- Dorfkirche Detershagen